# Медовене
Медовене (болг. Медовене) — село в Болгарии. Находится в Разградской области, входит в общину Кубрат. Население составляет 372 человека.

## Политическая ситуация
В местном кметстве Медовене, в состав которого входит Медовене, должность кмета (старосты) исполняет Зекерие Ахмедов Зекериев (Движение за права и свободы (ДПС)) по результатам выборов правления кметства.
Кмет (мэр) общины Кубрат — Ремзи  Халилов Юсеинов Движение за права и свободы (ДПС)) по результатам выборов в правление общины.